# Sarah Mercer
Sarah Jane Mercer (Bolton, 1969. február 2. –) brit nyelvész. Jelenleg az osztrák Grazi Egyetem Angol Nyelvtanító Tanszékének vezetője. Kutatása az alkalmazott nyelvészetre összpontosít, különös tekintettel a pszicholingvisztikára a komplex dinamikus rendszerek elméletének megközelítéséből.

## Karrier
Mercer Boltonban járt középiskolába (Bolton School) Manchesterhez közel az Egyesült Királyságban. Bachelor fokozatot szerzett Európai tanulmányokból a londoni egyetemen, a Royal Holloway- en. A Readingi Egyetemen diplomát szerzett az angol mint második vagy idegen nyelv oktatásában (TEFL) és PhD fokozatot szerzett alkalmazott nyelvészetből a Lancasteri Egyetemen.
1998 és 2015 között Mercer oktató volt a Grazi Egyetemen. 2013-ban a System folyóirat társszerkesztője lett. 2012-2018 között a Grazi Egyetem Oktatási és Tanulási Központjának alelnöke volt. 2015-2017 között volt az International Association of Teachers of English as a Foreign Language kutatási SIG közös koordinátora.
2012-ben habilitált a Grazi Egyetemen. Munkájának a címe: A nyelvtanulási pszichológia feltörekvő komplexitása.

## Kutatás
A Springer Publishing 2011-ben kiadta a Towards an Understanding of Language Learner Self-Concept (Nyelvtanulók önkoncepciója) című könyvét. Ebben a könyvben Mercer a nyelv és a tanulók önképének természetét és fejlődését vizsgálja. A könyv mély betekintést nyújt arra, hogy a tanulók hogyan tekintik magukat, és az önbizalom hogyan befolyásolhatja az egyén nyelvtanulási folyamatának előrehaladását.
A Language Learner self-concept: Complexity, continuity and change (magyarul: Nyelvtanuló önkoncepció: Komplexitás, folytonosság és változás) című, a System által 2011-ben publikált, legtöbb idézettel rendelkező folyóiratcikkében a Mercer megvizsgálta az önkoncepció természetét és dinamikáját a nyelvtanulásban. Megállapította, hogy az önkoncepciót talán a legjobban összekapcsolt, többrétegű, többdimenziós, egymással összekapcsolt önhiedelem-hálózatként lehet értelmezni.

## Publikációk
Mercernek számos nagyobb folyóiratban jelentek meg közleményei, például a System, a The Modern Language Journal, a TESOL Quarterly, az ELT Journal, a Studies in Second Language Learning and Teaching és a Language Learning Journal.

## Bibliográfia

### Könyvek
- - Vaupetitsch, R., Campbell, N., Mercer, S. Reitbauer, M. & Schumm, J. (Eds.) (2009). The Materials Generator: Developing Innovative Materials for Advanced Language Production. Frankfurt: Peter Lang.
  - Mercer, S. (2011). Towards an Understanding of Language Learner Self-Concept. Dordrecht: Springer.
  - Mercer, S., Ryan, S. & Williams, M. (2015). Exploring Psychology in Language Learning and Teaching. Oxford Handbooks for Language Teachers. Oxford: Oxford University Press.
  - Mercer, S. & Kostoulas, A. (Eds.) (2017). Teacher Psychology in SLA. Bristol: Multilingual Matters

### Cikkek
- - Mercer, S. (2008). Key concepts in ELT: Learner self-beliefs. ELT Journal 62(2): 182–183. doi:
  - Mercer, S. & Ryan, S. (2010). A mindset for EFL: Learners' beliefs about the role of natural talent. ELT Journal 64(4): 436–444. doi:
  - Mercer, S. (2011). The beliefs of two expert EFL learners. Language Learning Journal 39(1), 57–74.
  - Mercer, S. (2011). The self as a complex dynamic system. Studies in Second Language Learning and Teaching 1(1), 57–82. doi:
  - Mercer, S. (2011). Understanding learner agency as a complex dynamic system. System 39(4), 427–436. doi:
  - Mercer, S. (2011). Language learner self-concept: Complexity, continuity and change. System 39(3): 335–346. doi:
  - Mercer, S. (2012). Dispelling the myth of the natural-born linguist. ELT Journal 66(1), 22–29.
  - Kostoulas, A. & Mercer, S. (2016). Fifteen years of research on self and identity in System. System, 1–7. doi:
  - Mercer, S., Glatz, M., Glettler, C., Lämmerer, A., Mairitsch, A., Puntschuh, S., Seidl, E., Tezak, K. & Turker, S. (2017). Moving between worlds: Teaching-based PhD identities from an ecological perspective. Journal of Adult Learning, Knowledge and Innovation.
  - Kostoulas, A., Stelma, J., Mercer, S., Cameron, L. & Dawson, S. (2017). Complex systems theory as a shared discourse space for TESOL. TESOL Journal, 9(2), 246–260. doi:
  - Mercer, S. (2017). Positive psychology in SLA: An agenda for teacher and learner wellbeing. Australian Review of Applied Linguistics, 40(2), 100–122.
  - Irie, K., Ryan, S., & Mercer, S. (2018). Using Q methodology to investigate pre-service EFL teachers’ mindsets about teaching. Studies in Second Language Learning and Teaching]], 8(3), 575–598.
  - Talbot, K., & Mercer, S. (2019). Exploring University ESL/EFL Teachers’ Emotional Well-being and Emotional Regulation in the United States, Japan and Austria. Chinese Journal of Applied Linguistics, 41(4), 410-432.
  - MacIntyre, P., Gregersen, T., & Mercer, S. (2019). Setting an agenda for Positive Psychology in SLA: Theory, practice and research. The Modern Language Journal, 103(1), 262-274. doi:
  - MacIntyre, P., Ross, J., Talbot, K., Mercer, S., Gregersen, T., & Banga, C.-A. (2019). Stressors, personality and wellbeing among language teachers. System, 82, 26-38.

## Fordítás
- Ez a szócikk részben vagy egészben  a   Sarah Mercer című angol Wikipédia-szócikk ezen változatának fordításán alapul.  Az eredeti cikk szerkesztőit annak laptörténete sorolja fel. Ez a jelzés csupán a megfogalmazás eredetét és a szerzői jogokat jelzi, nem szolgál a cikkben szereplő információk forrásmegjelöléseként.